# Argia percellulata
Argia percellulata är en trollsländeart som beskrevs av Philip Powell Calvert 1901. Argia percellulata ingår i släktet Argia och familjen dammflicksländor. IUCN kategoriserar arten globalt som otillräckligt studerad. Inga underarter finns listade i Catalogue of Life.